# Туракурганская ТЭС
Туракурга́нская ТЭС (узб. To'raqo'rg'on IES) — тепловая электростанция в Наманганской области Узбекистана.
Электростанция покрывает потребности Ферганской долины в электроэнергии. Общая проектная стоимость станции составляет $1 млрд 195 млн 870 тыс. Первый энергоблок был запущен 5 августа 2019 года, второй энергоблок — в ноябре того же года. Ранее анонсировался запуск обоих энергоблоков в 2017 году.

## История
Общестроительные работы на территории будущей электростанции начались в августе 2013 года.
10 ноября 2014 года в Ташкенте было подписано соглашение с Японским агентством по международному сотрудничеству (JICA) о предоставлении правительству Узбекистана займа размером ¥71 839 млн на строительство ТЭС в Ферганской долине сроком на 40 лет, включая 10-летний льготный период, по ставке в 0,3 % годовых.
В конце 2015 года был объявлен тендер на строительство электростанции, победителем которого стала японская «Mitsubishi Corporation».
20 ноября 2020 года и 17 августа 2022 года станция аварийно отключалась от электросети.